# كار فان أندا
كار فـان أندا (بالإنجليزية: Carr Van Anda)‏ هو صحفي أمريكي، ولد في 2 ديسمبر 1863 في جورجتاون في الولايات المتحدة، وتوفي في 28 يناير 1945 في مانهاتن في الولايات المتحدة.